# Levi Ulfvens
Johan Levi Ulfvens, född 10 juni 1926 i Korsnäs, död 1 oktober 2015, var en finländsk bankman.
Ulfvens blev politices kandidat 1953 och kandidat i humanistiska vetenskaper 1958. Han var 1953–1957 filialchef i Helsingfors sparbank och expeditions- och personalchef 1957–1968. Från 1968 till 1988 var han medlem av bankens direktion. Han intog som sekreterare i Svenska kulturfonden 1963–1971 och som ordförande i fondens delegation 1972–1992 en central ställning i finlandssvenskt kulturliv.
Ulfvens publicerade flera böcker bland annat om Svenska kulturfonden, donatorsparet Elin och Karl Pentzin samt memoarer, På levitens väg (2004).
Han var fader till författaren Johan Ulfvens.